# Cefisodoto el Joven

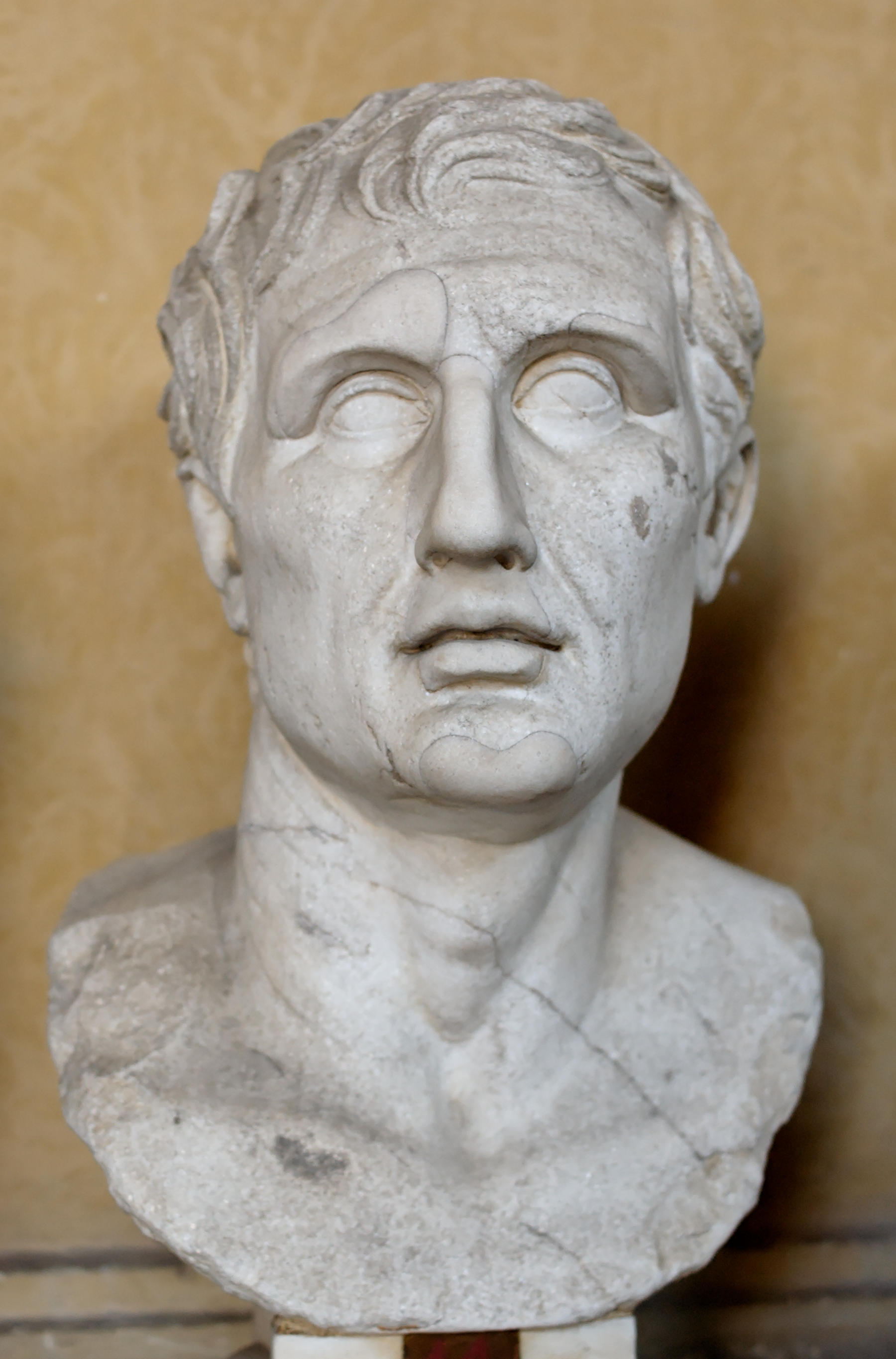
Busto de Menandro, copia romana de la que quizá fue el original de Cefisodoto el Joven y de su hermano Timarco, Museo Chiaramonti (Ciudad del Vaticano)

Cefisodoto el Joven fue un escultor ateniense de finales del siglo IV a. C.

## Biografía
Fue el hijo mayor de Praxíteles y hermano de Timarco y muy probablemente el nieto de Cefisodoto el Viejo: la costumbre griega era que el hijo mayor llevara el nombre de su abuelo paterno. Los tres fueron escultores atenienses. Plinio el Viejo sitúa su apogeo (floruit) en la 121ª Olimpiada, es decir de 296-293 a. C. Firmó en 344-343 a. C. la base de una estatua del Asclepeion de Atenas, lo que plantea un problema de cronología: la fecha parece demasiado precoz para designar al hijo de Praxíteles, pero demasiado tardía para designar a Cefisodoto el Viejo. Cefisodoto se dedicó esencialmente a los retratos, que hacía pagar muy caros: 1000 dracmas por cliente, equivalente a más de 600 jornadas de trabajo de un obrero de trabajos públicos. A partir de 335 a. C, el nombre de «Cefisodoto, hijo de Praxíteles» aparece en las listas oficiales de Atenas como sintrierarca: tenía que financiar el equipamiento completo de un trirreme con otros atenienses quienes, como él, pertenecían a los 300 más ricos de la ciudad. En total, formó parte de seis trierarquías, en dos él solo.

## Obras
Los textos antiguos e inscripciones le atribuyen, junto con su hermano Timarco: 
- Retratos: del orador Licurgo y sus hijos,[9] de Teoxénidas, su tío abuelo,[10] del poeta Menandro[11] (al que se ha creído reconocer en una serie de copias romanas).[12]), y de una sacerdotisa de Atenea Polias.[13]
- Efigies divinas: Enio (la Discordia) en el templo de Ares en Atenas,[14] el héroe Cadmo de Tebas.[15]

Él solo realizó: 
- Un symplegma[16] (grupo representando un sátiro persiguiendo a una ménade).
- Efigies divinas: una Leto, una Afrodita, una Hera, un Asclepio y una Artemisa que Plinio vio reunidas en Roma.[16] Retratos: las heteras Miro de Bizancio y Anite de Tegea.[17]
- Diversas ofrendas. La estatua de Irene (la Paz) llevando a Plutos (la Riqueza), de la que hay una copia en Múnich.